# Bazylika Najświętszej Maryi Panny Licheńskiej w Licheniu Starym
Bazylika Najświętszej Maryi Panny Licheńskiej, niepoprawnie: bazylika Matki Bożej Bolesnej Królowej Polski – obecnie największy kościół w Polsce, znajdujący się w województwie wielkopolskim, w gminie Ślesin, w miejscowości Licheń Stary (niedaleko Konina). Położony jest na terenie sanktuarium Matki Bożej Bolesnej Królowej Polski w Licheniu Starym, ważnego katolickiego ośrodka religijnego w kraju. Budowlę wzniesiono dla upamiętnienia objawień z lat 1813 i 1850–1852, których świadkami byli Tomasz Kłossowski i Mikołaj Sikatka.

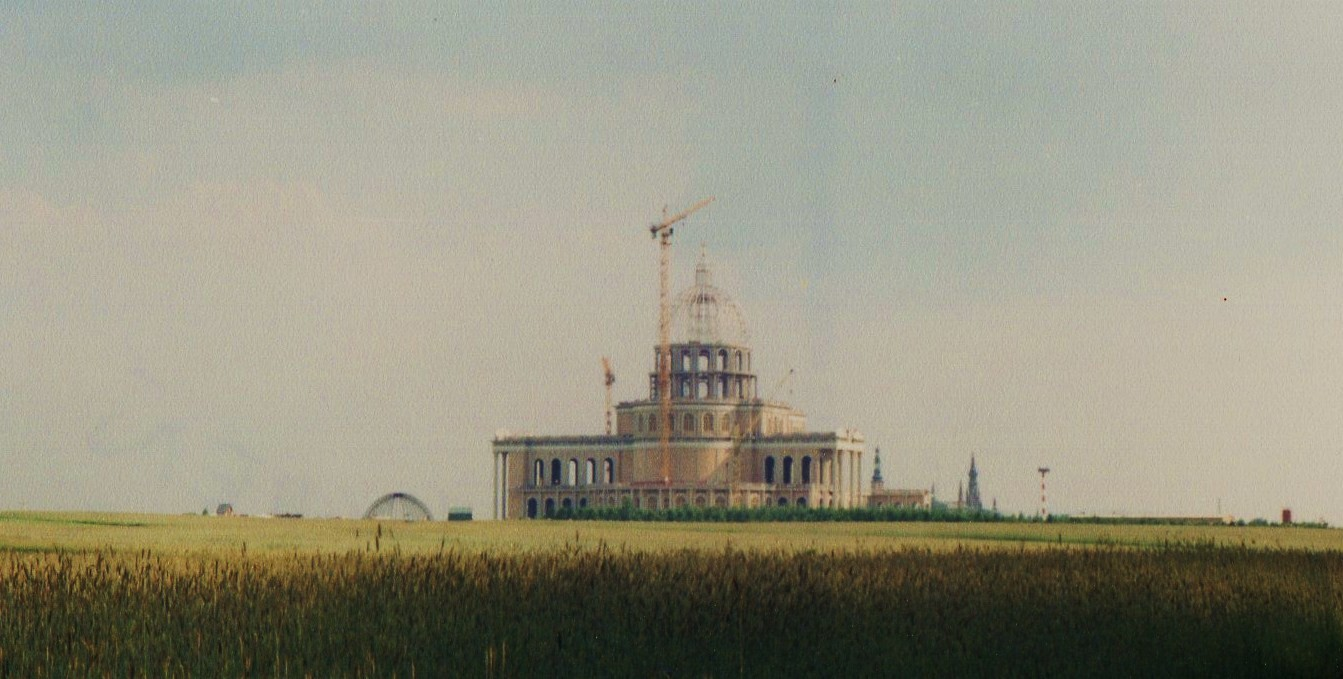
Budowa bazyliki (czerwiec 1999)

## Kalendarium budowy bazyliki
- 29 maja 1994 – nuncjusz papieski, arcybiskup Józef Kowalczyk, poświęcił plac pod budowę nowej świątyni
- 22 czerwca 1994 – proboszcz Eugeniusz Makulski na tym placu odprawił mszę świętą, poświęcił narzędzia pracy i rozpoczął budowę pierwszą łopatą
- 25 maja 1995 – prymas Józef Glemp wmurował kamień węgielny przywieziony z Watykanu z grobu św. Piotra Apostoła (kamień ten poświęcił w grudniu 1994 roku Jan Paweł II)
- 29 czerwca 1996 – biskup Bronisław Dembowski poświęcił kaplicę Trójcy Świętej („złotą”)
- 20 czerwca 1998 – biskup Roman Andrzejewski poświęcił kaplicę Narodzenia Pańskiego
- 7 czerwca 1999 – Jan Paweł II odwiedził Stary Licheń (obecnie Licheń Stary) i poświęcił budowę świątyni
- 26 czerwca 2000 – arcybiskup Józef Kowalczyk poświęcił dzwon Maryja Bogurodzica (największy w Polsce)
- 6 listopada 2001 – zakończenie budowy wieży
- 12 czerwca 2004 – konsekracja bazyliki
- 25 lutego 2005 – nadanie świątyni tytułu bazyliki mniejszej[3]
- 2 lipca 2006 – przeniesienie cudownego obrazu Matki Bożej Licheńskiej z kościoła św. Doroty do bazyliki
- 2 lipca 2007 – poświęcenie i oficjalne przekazanie do użytkowania całego zespołu organowego
- 2 lipca 2010 – otwarcie Muzeum im. ks. Józefa Jarzębowskiego w Licheniu Starym (umiejscowione nad prezbiterium; wejście do muzeum znajduje się z tyłu kościoła).

## Świątynia
Monumentalna pięcionawowa bazylika z centralną kopułą zbudowana jest na planie krzyża. Składa się z części głównej, dzwonnicy, wieży oraz trzech okazałych portyków. Powstała z inicjatywy marianina Eugeniusza Makulskiego według projektu Barbary Bieleckiej. Głównymi konstruktorami byli Ryszard Wojdak i Marek Kin. Wzniesiona została w latach 1994–2004. Generalnym wykonawcą robót budowlanych była firma Budimex. Powstanie świątyni zostało sfinansowane z datków.
W styczniu 2000 r. Episkopat Polski zadecydował, że świątynia ta, jako jedna z trzech będzie uznana jako wotum Narodu Polskiego na Jubileusz 2000 lat od Narodzenia Chrystusa.
Jest to obecnie największa świątynia w Polsce i jedna z największych na świecie. Na placu przed bazyliką może zgromadzić się około 250 000 wiernych.
12 czerwca 2004 miało miejsce poświęcenie bazyliki, jako Wotum Kościoła Katolickiego na Wielki Jubileusz Narodzenia Chrystusa. Pierwszym kustoszem sanktuarium i proboszczem tamtejszej parafii został ks. Eugeniusz Makulski. Następnie funkcję kustosza pełnił ks. Wiktor Gumienny MIC, a od 25 sierpnia 2018 ks. dr Janusz Kumala MIC. Od 25 sierpnia 2023 jest ks. Sławomir Homoncik MIC. Proboszczem był ks. Henryk Kulik MIC, następnie ks. Rafał Krauze MIC, a od 1 grudnia 2024 ks. Roman Frąckowiak MIC.

### Podziemia kościoła
W dolnej części świątyni znajdują się kaplice:
- kaplica św. Trójcy – najstarsza z kaplic i zarazem pierwsze w całym kościele miejsce, w którym odbywały się nabożeństwa. Została oddana do użytku w czerwcu 1996.
- kaplica 108 błogosławionych męczenników – duża kaplica z obrazem Pana Jezusa wśród 108 błogosławionych męczenników w głównym ołtarzu, który był zawieszony w centralnym miejscu podczas beatyfikacji ofiar II wojny światowej 13 czerwca 1999 w Warszawie. Została uroczyście poświęcona 9 czerwca 2001 przez biskupa włocławskiego Bronisława Dembowskiego.
- Kaplica Piety – centralne miejsce zajmuje rzeźba bolejącej Matki, trzymającą swego syna Jezusa Chrystusa (autorstwa Marcina Ziemnickiego).

### Symbolika
Do kościoła prowadzą 33 stopnie (ich liczba nawiązują do lat życia Chrystusa na ziemi). W świątyni znajduje się 365 okien, symbolizujących liczbę dni w roku kalendarzowym, 52 otwory drzwiowe, symbolizujące liczbę tygodni w roku kalendarzowym, oraz 12 kolumn, symbolizujących dwunastu apostołów.
Bazylika powstała na planie krzyża łacińskiego, składa się z pięciu naw, wzbogaconą licznymi kaplicami. Jej integralna części stanowią dzwonnica i wieża. Do wnętrza świątyni wiodą cztery portyki
Zgodnie z zamysłem architektonicznym bazylika przypomina falujący złoty łan zboża. Przejawia się to w dekoracji roślinnej placu przed świątynią oraz w architekturze samej świątyni. Zauważalne jest to m.in. w oknach wypełnionych szkłem o odcieniu złotawo-bursztynowym, ze ślusarką z anodowanego aluminium w formie kłosów oraz kolumnach w portykach i we wnętrzu świątyni.
| Kubatura   | Powierzchnia | Długość | Szerokość nawy głównej z kaplicami bocznymi | Szerokość w osi transeptów | Szerokość elewacji frontowej | Wysokość nawy głównej | Wysokość transeptów | Wysokość apsyd i kaplic | Wysokość części centralnej | Wysokość krzyża kopuły | Wysokość krzyża dzwonnicy | Wysokość krzyża wieży |
| 300 000 m³ | 23 000 m²    | 139 m   | 77 m                                        | 144 m                      | 162 m                        | 44 m                  | 33 m                | 17 m                    | 85 m                       | 103,5 m                | 64,8 m                    | 141,5 m               |

## Organy

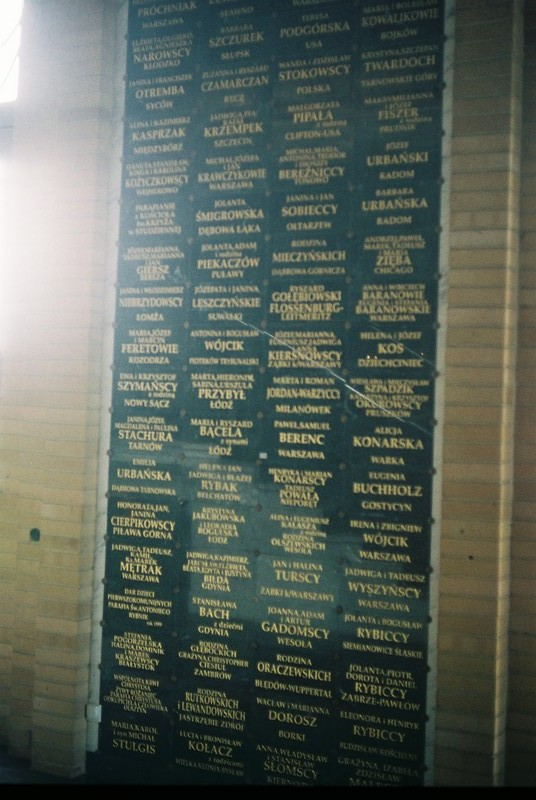
Tablice fundacyjne

W bazylice licheńskiej znajduje się największy w Polsce, piąty w Europie i czternasty na świecie zespół organowy, posiadający razem 157 głosów i składający się z pięciu instrumentów:
- organów głównych (81 głosów, 4 manuały, pedał)
- organów zachodnich (52 głosy, 2 manuały, pedał)
- organów wschodnich (8 głosów, 1 manuał)
- pozytywu prezbiterialnego zachodniego (7 głosów i Nachtigall [Słowik], 1 manuał)
- pozytywu prezbiterialnego wschodniego (8 głosów, 1 manuał).

Organy wybudowała w latach 2002–2007 polska firma organmistrzowska Dariusza Zycha z Wołomina, zaś projekt dyspozycji opracował prof. Andrzej Chorosiński z Warszawy. Dyspozycja organów głównych w swych założeniach nawiązuje do wielkich francuskich organów symfonicznych.

## Kopuła

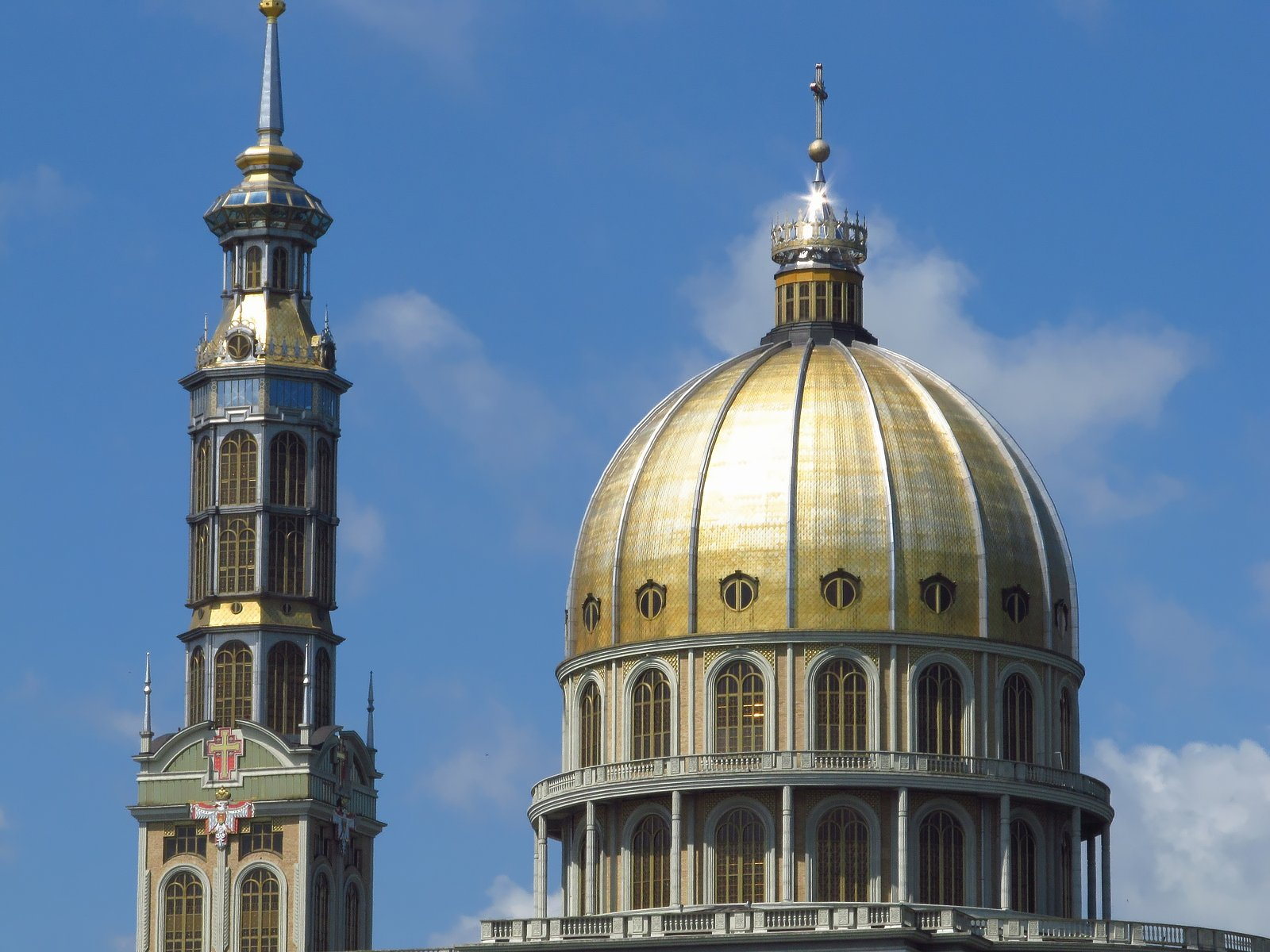
Kopuła bazyliki

Widoczna z daleka kopuła bazyliki ma 25 m średnicy i 45 m wysokości, wsparta jest na dwukondygnacyjnej żelbetowej kolumnadzie, wspartej na czterech żelbetowych słupach. Od środka widoczna jest dekoracyjna srebrno-złota czasza wykonana ze stali i anodowanego aluminium. Na zewnątrz kopuła pokryta jest płytkami z aluminium anodowanego na złoty kolor.

## Dzwony

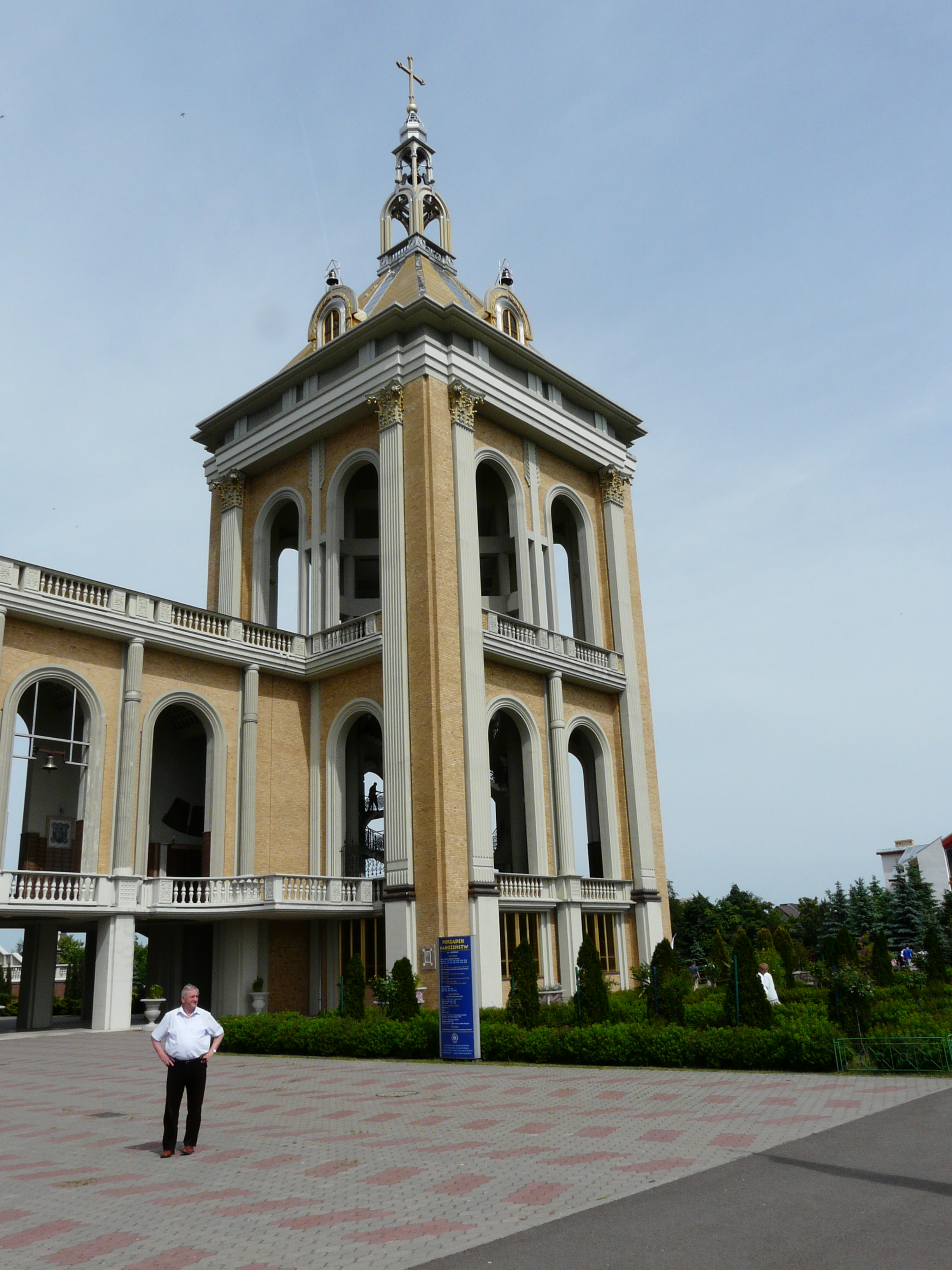
Dzwonnica z dzwonem Maryją Bogurodzicą

### Dzwony na dzwonnicy

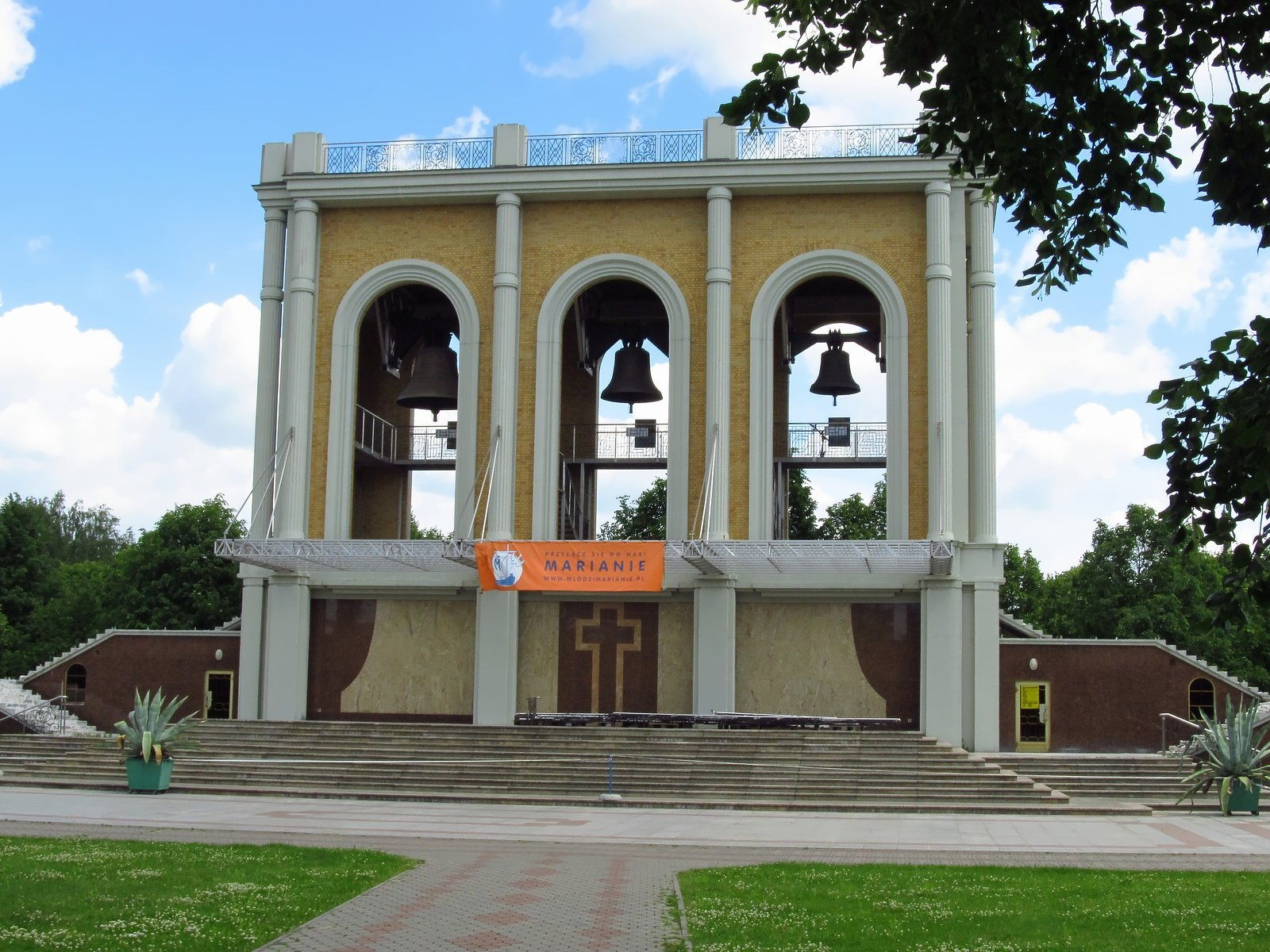
Dzwonnica wolnostojąca

W pobliżu bazyliki stoi inna dzwonnica, z trzema dzwonami.
|              | Imię  | Waga (kg) | Ton uderzeniowy | Średnica (cm) | Rok odlania | Odlewnia                                     | Inskrypcje na dzwonie | Inne |
| ------------ | ----- | --------- | --------------- | ------------- | ----------- | -------------------------------------------- | --- | --- |
| Mały dzwon   | Paweł | ~3000 kg  | h°              | 168 cm        | 2002        | Odlewnia Dzwonów Janusz Felczyński, Przemyśl | IMIĘ MOJE PAWEŁ POWOŁANO MNIE DO ŻYCIA ABYM LUDZKIE SERCA POBUDZAŁ DO APOSTOLSKIEJ GORLIWOŚCI ABYM WYPRASZAŁ U BOGA ŁASKI MISYJNYCH POWOŁAŃ ABYM KAPŁANÓW POBUDZAŁ DO GORLIWEGO GŁOSZENIA EWANGELII | |
| Średni dzwon | Piotr | ~5600 kg  | g°              | 205 cm        | 2002        | Odlewnia Dzwonów Janusz Felczyński, Przemyśl | IMIĘ MOJE PIOTR POWOŁANO MNIE DO ŻYCIA ABYM NARÓD POLSKI WZYWAŁ DO WIERNOŚCI BOGU, KRZYŻOWI, EWANGELII, MARYI, KOŚCIOŁOWI ORAZ OJCU ŚWIĘTEMU NASTĘPCY ŚWIĘTEGO PIOTRA | |
| Duży dzwon   | Józef | ~11600 kg | e°              | 262 cm        | 2002        | Odlewnia Dzwonów Janusz Felczyński, Przemyśl | IMIĘ MOJE JÓZEF GŁOS MÓJ DONOŚNY BĘDZIE WZYWAŁ DO MIŁOŚCI I WIERNOŚCI DLA RODZIN BĘDZIE WYPRASZAĆ BŁOGOSŁAWIEŃSTWO NIEBIOS DLA UMIERAJĄCYCH ŚMIERĆ SZCZĘŚLIWĄ. POWOŁANO MNIE DO ŻYCIA GDY W LICHENIU OBCHODZONO 150 LAT POWSTANIA SANKTUARIUM GDY ŚWIĘTOWANO 35 ROCZNICĘ KORONACJI CUDOWNEGO OBRAZU MATKI BOŻEJ GDY PAPIEŻEM BYŁ JAN PAWEŁ II, PRYMASEM POLSKI KARDYNAŁ JÓZEF GLEMP, BISKUPEM WŁOCŁAWSKIM BRONISŁAW DEMBOWSKI, PROBOSZCZEM W LICHENIU KSIĄDZ EUGENIUSZ MAKULSKI. ŚWIĘTY JÓZEFIE OPIEKUNIE RODZIN RATUJ NASZĄ POLSKĄ RODZINĘ MÓDL SIĘ ZA KAŻDĄ W NASZYM OJCZYSTYM KRAJU AMEN | 1. Nowo odlany dzwon miał uszkodzenia w koronie, toteż musiano go przymocować do jarzma nie w sposób typowy, czyli obejmami łączącymi jarzmo z koroną, a poprzez wykonanie otworów w hełmie dzwonu i połączenie hełmu z jarzmem stalowymi prętami. Powodowało to z kolei uszkodzenia jarzma przy dłuższym używaniu. W efekcie w 2015 r. musiano wymienić jarzmo na nowe i lekko modyfikując jego połączenia z dzwonem, choć bez zmiany sposobu mocowania prętami bezpośrednio do hełmu 2. Do czasu odlania dzwonu Vox Patris był to największy dzwon odlany na terytorium Polski. |

Wieża bazyliki

## Wieża
Na szczycie 141,5-metrowej wieży znajdują się dwa tarasy widokowe – na wysokości 98 metrów (27 piętro) i 114 metrów (31 piętro) – z których przy dobrej pogodzie rozciąga się widok na odległość do 35 km.